# Marek Plawgo
Marek Plawgo (né le 25 février 1981 à Ruda Śląska) est un athlète polonais spécialiste du 400 m haies.
Il participe également régulièrement au relais 4 × 400 m. Il est multiple champion de Pologne du 400 m haies. Il a remporté un titre européen en salle sur 400 m. Aux Jeux olympiques d'été de 2004, il terminait sixième de la finale du 400 m haies.
En 2006, il devenait vice-champion d'Europe derrière le Grec Periklís Iakovákis. Aux Championnats du monde de 2007 à Osaka, il améliorait en demi-finale et en finale le record de Pologne et remportait la médaille de bronze derrière Kerron Clement et Félix Sánchez.
Marek Plawgo pèse 72 kg pour 1.83 m en compétition.

## Palmarès

### Jeux olympiques d'été
- Jeux olympiques d'été de 2004 à Athènes ( Grèce)
  - 6e sur 400 m haies
  - éliminé en série du relais 4 × 400 m

### Championnats du monde d'athlétisme
- Championnats du monde d'athlétisme de 2001 à Edmonton ( Canada)
  - éliminé en demi-finale du 400 m haies
- Championnats du monde d'athlétisme de 2007 à Osaka ( Japon)
  -  Médaille de bronze sur 400 m haies
  -  Médaille de bronze sur 4 × 400 m avec l'équipe polonaise

### Championnats du monde d'athlétisme en salle
- Championnats du monde d'athlétisme en salle de 2003 à Birmingham ( Royaume-Uni)
  - éliminé en demi-finale du 400 m
  - 4e relais 4 × 400 m

### Championnats d'Europe d'athlétisme
- Championnats d'Europe d'athlétisme de 2002 à Munich ( Allemagne)
  - 4e sur 400 m
  - disqualifié en relais 4 × 400 m
- Championnats d'Europe d'athlétisme de 2006 à Göteborg ( Suède)
  -  Médaille d'argent sur 400 m haies

### Championnats d'Europe d'athlétisme en salle
- Championnats d'Europe d'athlétisme en salle de 2002 à Vienne ( Autriche)
  -  Médaille d'or sur 400 m
  -  Médaille d'or en relais 4 × 400 m

### Championnats du monde junior d'athlétisme
- Championnats du monde junior d'athlétisme de 2000 à Santiago du Chili ( Chili)
  -  Médaille d'or sur 400 m haies

## Sources
- (de) Cet article est partiellement ou en totalité issu de l’article de Wikipédia en allemand intitulé « Marek Plawgo » (voir la liste des auteurs).